# VN-groep voor Duurzame Ontwikkeling
De VN-groep voor Duurzame Ontwikkeling (Engels: United Nations Sustainable Development Group of UNSDG, voorheen de United Nations Development Group of UNDG) is een consortium van 36 fondsen, programma's, gespecialiseerde agentschappen, afdelingen en kantoren van de Verenigde Naties die een rol spelen in ontwikkeling. Het is opgericht door de secretaris-generaal van de Verenigde Naties om de effectiviteit van de ontwikkelingsactiviteiten van de Verenigde Naties op nationaal niveau te verbeteren.
De strategische prioriteiten zijn om te reageren op de driejaarlijkse alomvattende beleidsevaluatie (Triennial Comprehensive Policy Review, TCPR) - die in 2008 de vierjaarlijkse alomvattende beleidsevaluatie (Quadrennial Comprehensive Policy Review (QCPR) werd - en mondiale ontwikkelingsprioriteiten, en om ervoor te zorgen dat het VN-Ontwikkelingssysteem meer intern gericht en coherent wordt. De strategische prioriteiten van de UNSDG geven richting aan de inspanningen van de UNSDG-leden op mondiaal, regionaal en nationaal niveau om een stapsgewijze verandering in de kwaliteit en impact van VN-steun op nationaal niveau te vergemakkelijken. De UNSDG is een van de belangrijkste VN-actoren die betrokken waren bij de ontwikkeling van de post-2015 Ontwikkelingsagenda die leidde tot de vaststelling van de duurzameontwikkelingsdoelstellingen. De UNDG werd rond januari 2018 omgedoopt tot de UNSDG.

## Geschiedenis
In 1997 waren er oproepen binnen de Verenigde Naties om alle VN-agentschappen die zich bezighouden met ontwikkelingskwesties samen te brengen; want de vele VN-ontwikkelingsprogramma's, fondsen en gespecialiseerde agentschappen maakten inbreuk op elkaars activiteiten.  Dit was vooral het geval met het initiatief Delivering as One. Een eerste voorstel was om UNICEF, het Wereldvoedselprogramma en het UNFPA samen te voegen tot het UNDP.
In mei 2018 werd de UNDG gereorganiseerd in de UNSDG om de vooruitgang in de richting van de duurzameontwikkelingsdoelstellingen te versnellen.

## Organisatie

### Structuur
De UNSDG is een van de drie pijlers van de Chief Executives Board (CEB) van het VN-systeem, die de coördinatie en samenwerking bevordert met betrekking tot een breed scala aan inhoudelijke en managementkwesties waarmee VN-systeemorganisaties worden geconfronteerd. De CEB brengt de uitvoerende hoofden van VN-organisaties regelmatig samen onder voorzitterschap van de secretaris-generaal. Binnen de CEB-structuur werkt het Comité op hoog niveau voor beheer aan systeem brede administratieve en beheers kwesties, het Comité op hoog niveau voor programma's houdt zich bezig met mondiale beleidskwesties, terwijl de Ontwikkelingsgroep van de Verenigde Naties zich bezighoudt met operationele activiteiten voor ontwikkeling met een focus op werkzaamheden op landniveau.
De beheerder van het VN-ontwikkelingsprogramma (UNDP) is voorzitter van de UNSDG. De voorzitter van de UNSDG brengt verslag uit aan de secretaris-generaal en de CEB over de voortgang bij de uitvoering van het werkplan van de groep en over het beheer van het systeem van resident-coördinatoren.

### Leiderschap
De Economische en Sociale Raad van de Verenigde Naties en de Algemene Vergadering van de Verenigde Naties zorgen voor toezicht en mandaten voor de UNSDG. De UNSDG staat onder toezicht van het Economisch en Financieel Comité (Tweede Comité) van de Algemene Vergadering. De Secretaris-generaal van de VN heeft aan de Algemene Vergadering verslagen verstrekt, zoals de uitgebreide statistische analyse van de financiering van operationele activiteiten voor de ontwikkeling van het VN-systeem voor 2006 en de uitgebreide statistische analyse van de financiering van operationele activiteiten voor de ontwikkeling van het VN-systeem voor 2007.
De voorzitter van de UNSDG is de administrateur van het UNDP. Sinds de oprichting zijn de volgende voorzitter van de UNSDG geweest:
| Naam               | Periode     |
| ------------------ | ----------- |
| James Speth        | 1997 - 1999 |
| Mark Malloch Brown | 1999 - 2005 |
| Kemal Derviş       | 2005 - 2009 |
| Helen Clark        | 2009 - 2017 |
| / Achim Steiner    | 2017 - 2021 |
| / Amina Mohammed   | 2021 -      |

### UNSDG-adviesgroep
Onder leiding van Kemal Derviş werd een "adviesgroep" opgericht, die de voorzitter van de UNSDG voorziet van advies en begeleiding bij het beheer van de operationele dimensies van de UNSDG en het Resident Coordinator System.
De UNSDG komt twee keer per jaar bijeen onder voorzitterschap van plaatsvervangend secretaris-generaal, die namens de secretaris-generaal van de VN de UNSDG voorzit. De UNDP-beheerder, fungeert als vicevoorzitter van de groep. Het Development Coordination Office (DCO) fungeert als secretariaat van de groep.
De Groep bestaat uit de uitvoerende hoofden van de entiteiten die lid zijn van de UNSDG. De vicevoorzitter van de UNSDG roept ook de UNSDG-kerngroep bijeen, bestaande uit:
- DESA
- FAO
- ILO
- IOM
- OHCHR
- UNDP
- UNEP
- UNESCO
- UNFPA
- UNHCR
- UNICEF
- UN Women
- WFP
- WHO

- en de roterende voorzitter van de Regionale Economische Commissies

### Bureau voor ontwikkelingscoördinatie
Het UN Development Operations Coordination Office (DOCO) is een belangrijk onderdeel binnen de UNSDG en bevordert sociale en economische vooruitgang door ondersteuning te bieden. Het was een belangrijk onderdeel van de oprichting van de UNSDG in 1997, waarbij het VN-systeem werd verenigd en de kwaliteit van de ontwikkelingshulp werd verbeterd. Coördinatie leidt tot meer strategische VN-steun voor nationale plannen en prioriteiten, maakt operaties efficiënter, verlaagt transactiekosten voor overheden en helpt mensen uiteindelijk de millenniumdoelstellingen voor ontwikkeling en andere internationaal overeengekomen ontwikkelingsdoelstellingen te bereiken. Momenteel is het secretariaat en de technische en adviserende ondersteuningseenheid van de UNSDG. Het brengt het VN-ontwikkelingssysteem samen om verandering en innovatie te bevorderen om samen duurzame ontwikkeling te realiseren. DOCO werkt onder leiding van de UNSDG-voorzitter en begeleiding van de UNSDG. Het team levert veldbewijs om het beleid te informeren, vergemakkelijkt het bereiken van gedeelde resultaten en bevordert excellentie in VN-leiderschap en -coördinatie. De kerndoelstelling is een relevante en impactvolle VN-bijdrage aan ontwikkeling. Op mondiaal niveau fungeert de UNSDG als een forum op hoog niveau voor gezamenlijke beleidsvorming en besluitvorming. Het begeleidt, ondersteunt, volgt en houdt toezicht op de coördinatie van ontwikkelingsoperaties in 162 landen en gebieden.

## Leden
De volgende zijn alle leden van de UNSDG: 
| DPPA                                                     | Departement voor Politieke en Vredesopbouwaangelegenheden                                            |
| FAO                                                      | Voedsel- en Landbouworganisatie van de Verenigde Naties                                              |
| IFAD                                                     | Internationaal Fonds voor Landbouwontwikkeling                                                       |
| ILO                                                      | Internationale Arbeidsorganisatie                                                                    |
| IOM                                                      | Internationale Organisatie voor Migratie                                                             |
| ITC                                                      | Internationaal Handelscentrum                                                                        |
| ITU                                                      | Internationale Telecommunicatie-unie                                                                 |
| OCHA                                                     | Bureau van de Verenigde Naties voor de coördinatie van humanitaire zaken                             |
| OHCHR                                                    | Bureau van de Hoge Commissaris van de Verenigde Naties voor de mensenrechten                         |
| UN DESA                                                  | Ministerie van Economische en Sociale Zaken van de Verenigde Naties                                  |
| UN ECA                                                   | Economische Commissie voor Afrika van de Verenigde Naties                                            |
| UN ECLAC                                                 | Economische Commissie van de Verenigde Naties voor Latijns-Amerika en het Caribisch gebied           |
| UN ESCAP                                                 | Economische en Sociale Commissie van de Verenigde Naties voor Azië en de Stille Oceaan               |
| UN ESCWA                                                 | Economische en Sociale Commissie van de Verenigde Naties voor West-Azië                              |
| UN PBSO                                                  | Ondersteuningsbureau voor vredesopbouw van de Verenigde Naties                                       |
| UN WOMEN                                                 | Verenigde Naties voor gendergelijkheid en empowerment van vrouwen                                    |
| UN-HABITAT                                               | Programma van de Verenigde Naties voor menselijke nederzettingen                                     |
| UNAIDS                                                   | Gezamenlijk programma van de Verenigde Naties inzake hiv/aids                                        |
| UNCDF                                                    | Fonds voor kapitaalontwikkeling van de Verenigde Naties                                              |
| UNCTAD                                                   | Conferentie van de Verenigde Naties over handel en ontwikkeling                                      |
| UNDP                                                     | Ontwikkelingsprogramma van de Verenigde Naties                                                       |
| UNDRR                                                    | Bureau van de Verenigde Naties voor ramp en risicovermindering                                       |
| UNECE                                                    | Economische Commissie voor Europa van de Verenigde Naties                                            |
| UNEP                                                     | Milieuprogramma van de Verenigde Naties                                                              |
| UNESCO                                                   | Organisatie van de Verenigde Naties voor Onderwijs, Wetenschap en Cultuur                            |
| UNFPA                                                    | Bevolkingsfonds van de Verenigde Naties                                                              |
| UNHCR                                                    | Hoge Commissaris van de Verenigde Naties voor vluchtelingen                                          |
| UNICEF                                                   | Kinderfonds van de Verenigde Naties                                                                  |
| UNIDO                                                    | Organisatie van de Verenigde Naties voor Industriële Ontwikkeling                                    |
| UNODC                                                    | Bureau van de Verenigde Naties voor drugs en criminaliteit                                           |
| UNOPS                                                    | Bureau voor projectdiensten van de Verenigde Naties                                                  |
| UNRWA                                                    | Hulp- en werkorganisatie van de Verenigde Naties voor Palestijnse vluchtelingen in het Nabije Oosten |
| UNV                                                      | Vrijwilligers van de Verenigde Naties                                                                |
| WFP                                                      | Wereldvoedselprogramma                                                                               |
| WHO                                                      | Wereldgezondheidsorganisatie                                                                         |
| WIPO                                                     | Wereldorganisatie voor het intellectuele eigendom                                                    |
| WMO                                                      | Wereld Metereologische Organisatie                                                                   |
| Organisaties die nog wachten op lidmaatschapsbevestiging | |
| IAEA                                                     | Internationale Organisatie voor Atoomenergie                                                         |
| ICAO                                                     | Internationale Burgerluchtvaartorganisatie                                                           |
| UPU                                                      | Wereldpostunie                                                                                       |